# Daniel (Zelinski)
Daniel, imię świeckie Wołodymyr Zelinski, ukr. Володимир Зелінський (ur. 28 września 1972 w Buczaczu) – ukraiński biskup prawosławny, ordynariusz eparchii zachodniej Ukraińskiego Kościoła Prawosławnego Stanów Zjednoczonych, z tytułem biskupa Pamfilii.

## Życiorys
12 maja 2001 przyjął święcenia kapłańskie. 10 maja 2008 odbyła się jego chirotonia biskupia. Od 2016 r. arcybiskup.
7 września 2018 r., w związku z podjętymi przez Patriarchat Konstantynopolitański przygotowaniami do utworzenia kanonicznej autokefalicznej Cerkwi prawosławnej na Ukrainie, został mianowany egzarchą tegoż patriarchatu w Kijowie, wspólnie z biskupem Edmonton Hilarionem.